# Черская
Черская — деревня в Палкинском районе Псковской области России.
Входит в состав Черской волости.
Железнодорожная станция Черская.

## География
Расположена на железной дороге (участок Псков — Остров) и соответствующем отрезке автодороги М20, в 39 км к северо-востоку от районного центра, посёлка городского типа Палкино, и в 0,5 км к юго-западу от волостного центра, деревни Вернявино.

## Население
| 2001 | 2002 | 2010 |
| ---- | ---- | ---- |
| 74   | ↘70  | ↘61  |